# Úpadek
Úpadek neboli též bankrot je právem definovaný stav, kdy dlužník není schopen splácet své peněžité závazky, které jsou nejméně třicet dní po splatnosti. Nezbytným předpokladem pro úpadek je mnohost věřitelů dlužníka, nepostačí tedy, má-li dlužník jen jednoho věřitele. Dlužník, který se nachází ve stavu úpadku, je označován jako úpadce.
Úpadek není jediný právní status, který může člověk v insolvenci mít, a proto není bankrot synonymem pro insolvenci.

## Etymologie
Slovo bankrot je odvozeno z it. banca rotta, v překladu zlomené lavice. Toto slovní spojení může pramenit z rozšířeného zvyku v Janovské republice, kdy rozbitá lavice byla symbolickým označením osoby v insolvenci.

## Historie
V antickém Řecku bankrot neexistoval. Pokud nějaký svobodný občan dlužil věřiteli peníze a nebyl schopen je splatit, byla jeho manželka, děti nebo služebníci nuceni k dlužnímu otroctví pro věřitele. Věřiteli sloužili do té doby, než získal své ztráty, dlužené peníze, zpět prostřednictvím jejich fyzické práce. Toto dlužní otroctví většinou trvalo po celý život dlužního otroka, neboť dlužníci nebyli zpravidla schopni peníze vrátit, a mohlo se dědit z generace na generaci. Mnoho městských států proto mělo opatření, které chránilo dlužní otroky před možným usekáváním končetin nebo dokonce popravou, které bylo pro běžné otroky formou trestů za různé druhy provinění. Nicméně s narůstajícím časem stráveným ve službách věřitele se jednání a podmínky dlužního otroka zhoršovaly. Výjimkou byly Athény, které zákonem zakazovaly zotročování dlužníků samotných i jeho blízkých. V důsledku toho byla většina athénských otroků zajatci a cizinci.
V roce 1542 byl Anglii ustanoven první statut o bankrotu podle anglického práva, zabývající se úpadkem a insolvencí.Také ve východní Asii byl dokumentováno usnesení o bankrotu již na začátku 13. století, kdy byly mongolské kmeny sjednoceny Čingischánem. Právě Čingischán vydal nařízení, ve kterém odsuzoval všechny dlužníky, kteří se dostali do bankrotu třikrát, k trestu smrti.
Neschopnost celých národů splácet dluhopisy byla v historii vidět velice často. Například španělský král Filip II. během své 42leté vlády vyhlašoval národní bankrot hned čtyřikrát, v letech 1557, 1560, 1575 a 1596. Podle amerického ekonoma Kennetha S. Rogoffa byl vývoj mezinárodních kapitálových trhů před rokem 1800 poměrně omezený. Navzdory tomu však docházelo k množství bankrotů napříč evropskými zeměmi, jako bylo Prusko, Francie, Portugalsko nebo Španělsko. Také země na okraji Evropy, Egypt, Rusko a Turecko, se v historii potýkalo s chronicky opakujícím se bankrotem.

## Moderní právo a restrukturalizace dluhů
Hlavní zaměření moderní insolvenční legislativy a praktik restrukturalizace podnikatelských dluhů se již netýká eliminace insolvenčních subjektů, nýbrž remodelace finanční a organizační struktury situace dlužníků, kteří se potýkají s finančními potížemi, aby jim byla umožněna rehabilitace a pokračování v podnikání.
Je důležité odhalit hlavní problémy a minimalizovat riziko opětovného výskytu finanční tísně. Při řešení těchto problémů je kladen důraz na finanční poradenství, vzdělávání v oblasti finanční gramotnosti a sociální pomoc. (Refiner et al., 2003; Gerhardt, 2009; Frade, 2010).
Ve většině členských států EU je oddlužení podmíněno povinností částečných plateb a řadou požadavků týkajících se chování dlužníka. Ve Spojených státech amerických k anulování dluhů dochází v menší míře než ve státech Evropské unie, přičemž systému Spojených států se nejvíce přibližuje Británie. (Reifner et al., 2003; Gerhardt, 2009; Frade, 2010).
Některé členské státy neposkytují možnost dluhového vyrovnání. Například Španělsko schválilo v roce 2003 zákon o bankrotu (Ley Concurs), který stanovuje plány dluhového vyrovnání, které mohou vést ke snížení dluhu (maximálně na polovinu výše původního dluhu) nebo k prodloužení lhůty splatnosti nejvýše o pět let (Gerhardt, 2009), ale nepředpokládá úplné anulování dluhů.
Ve Spojených státech je také velmi těžké anulovat dluh federální nebo federálně garantované studentské půjčky.
Na rozdíl od většiny ostatních dluhů mohou být tyto studentské půjčky anulovány, pouze pokud osoba usilující o anulaci stanoví konkrétní důvody pro anulaci podle Brunnerova testu, na základě kterých soud vyhodnotí tři faktory:
- Zdali je požadováno splacení celé půjčky a zdali dlužník si proto není schopen zajistit ani minimální životní úroveň;
- Zdali je pravděpodobné, že finanční situace dlužníka bude takto vypadat i nadále po celé období splácení půjčky;
- Zdali dlužník dostatečně prokázal úsilí studentskou půjčku splatit.[6]

I když dlužník prokáže všechny tři skutečnosti, soud může povolit pouze částečné oddlužení studentské půjčky.

## Podvody
Podvodné bankroty jsou zločinem tzv. bílých límečků. I když je obecně obtížné zobecnit podvodné bankroty napříč jurisdikcemi, tyto obvyklé trestné činy zahrnují utajování aktiv, utajování nebo ničení dokumentů, střety zájmů, podvodné pohledávky, nepravdivá prohlášení a úpravy poplatků nebo přerozdělování. Falsifikace bankrotu tak často představuje křivou přísahu.
Podvodný bankrot by měl být odlišen od strategického bankrotu, který není trestným činem, protože vytváří skutečný, nikoli falešný, stav bankrotu.
Všechna aktiva musí být zveřejněna v plánech bankrotu, kde se dlužník domnívá, jakou má aktivum čistou hodnotu. Je tomu tak z toho důvodu, že jakmile je podán návrh na vyhlášení konkursu, je na věřitelích, nikoli na dlužníkovi, aby rozhodli, zda a jakou má konkrétní aktivum hodnotu.
Budoucí následky vynechání aktiv z plánů mohou být pro dotyčného dlužníka závažné. Na příklad ve Spojených státech může být uzavřený bankrot znovu otevřen na žádost věřitele nebo amerického správce, pokud se dlužník pokusí později uplatnit vlastnictví takového vynechaného aktiva poté, co byl zbaven veškerého dluhu v bankrotu. Správce pak může takové aktivum zabavit a zlikvidovat ve prospěch dříve propuštěných věřitelů. To, zda by mělo být utajení takového aktiva považováno za trestní čin z podvodu nebo křivé přísahy, by pak bylo na uvážení soudce nebo správce USA.

## Státní bankrot
Státy v podstatě nebankrotují přímo kvůli výši státnímu dluhu. Pokud ale dojde k dalším bouřlivým událostem, které způsobí ekonomický pád daného státu, potom mluvíme o státním bankrotu.
Názorným příkladem může být situace, kdy Korea způsobila destrukci a přivedla ke státnímu bankrotu Čínské impérium během války vedené v roce 614 n. l., ve které proti sobě stály čínské město Čchang'an a severokorejské město Pchjongjang. Dalším příkladem mohou být Spojené státy americké, které s pomocí svých spojenců (věřitelů) dovedly k bankrotu Sovětský svaz, což poté také vedlo k jeho zániku.

## Úpadek v cizích zemích
V některých zemích, například ve Velké Británii, je bankrot omezen na jednotlivce. Na společnosti se vztahují jiné formy insolvenčního řízení, jako je např. likvidace a správa. Ve Spojených státech je bankrot obecněji aplikován na formální insolvenční řízení. V dalších zemích, například ve Finsku, je bankrot omezen pouze na jednotlivce nebo společnosti, kteří jsou v platební neschopnosti. Jsou tak de facto odsouzeni ke službě za minimální mzdu nebo minimálním sociálním dávkám až do zaplacení svých dluhů s narůstajícím úrokem. Jsou ovšem zaznamenány ojedinělé případy, kde se soud rozhodl pro výjimečné prokázání milosti přijetím žádosti dlužníků o restrukturalizaci dluhu. V takovém případě mohou být některé části (10-50%) dluhu prohlášeny za ztrátu věřitele, čímž je dlužník o tento podíl dluhu osvobozen.
Ve francouzštině se francouzské slovo banqueroute používá výhradně v případech podvodného bankrotu, zatímco termín faillite, ve smyslu neúspěchu, se používá pro bankrot v souladu se zákonem.

## Úpadek v českém právu
Úpadek je v českém právu definován zákonem č. 182/2006 Sb., o úpadku a způsobech jeho řešení (insolvenční zákon), ve znění pozdějších předpisů. Zákon rozeznává dvě formy úpadku: insolvenci (platební neschopnost) a předlužení.

### Platební neschopnost
Dlužník je v úpadku, jestliže je platebně neschopný (insolventní) bez ohledu na povahu dlužníka, jestliže má více věřitelů a peněžité závazky po dobu delší třiceti dnů po lhůtě splatnosti a tyto závazky není schopen plnit. S platební neschopností pak souvisí tzv. fikce insolvence, tj. situace, kdy dlužník zastavil platby podstatné části svých peněžitých závazků nebo je neplní po dobu delší tři měsíců po lhůtě splatnosti nebo není možné dosáhnout uspokojení některé ze splatných peněžitých pohledávek vůči dlužníku výkonem rozhodnutí nebo exekucí nebo dlužník nesplnil povinnost předložit seznamy (seznam majetku, seznam závazků, seznam zaměstnanců), kterou mu uložil insolvenční soud.

### Předlužení
Dlužník je v úpadku, jestliže je předlužený, pokud je právnickou osobou nebo podnikatelem – nepřichází tak v úvahu u fyzických osob nepodnikatelů. Zákon ve vztahu k předlužení uvádí dva podstatné znaky: situaci, kdy má dlužník více věřitelů a kdy souhrn jeho závazků převyšuje hodnotu jeho majetku.

### Hrozící úpadek
O hrozící úpadek jde tehdy, lze-li se zřetelem ke všem okolnostem důvodně předpokládat, že dlužník nebude schopen řádně a včas splnit podstatnou část svých peněžitých závazků.

### Případy vyloučení úpadku
Insolvenční zákon vylučuje svého použití v případě státu, územního samosprávného celku, České národní banky, Všeobecné zdravotní pojišťovny České republiky, Fondu pojištění vkladů, Garančního fondu obchodníků s cennými papíry, politických stran nebo politických hnutí v době vyhlášených voleb podle zvláštního právního předpisu a v jiných zákonem vymezených případech.

### Způsoby řešení úpadku
Způsoby řešení úpadku nebo hrozícího úpadku dlužníka jsou:
- konkurs
- reorganizace
- oddlužení
- zvláštní způsoby řešení úpadku
  - nepatrný konkurs
  - řešení úpadku finančních institucí